# Skärkinds kyrkokör
Skärkinds kyrkokör är en blandad kör och kyrkokör i Skärkinds församling, Norrköping som bildades 1911 av Ernst Lundgren.

## Historik
Skärkinds kyrkokör bildades 1914 av kantor Ernst Lundgren som även var körens dirigent. Kören lades ner 1919 då flera av medlemmarna flyttat från orten. 1930 tog Lundgren upp kören igen då flera medlemmar tillkommit. Den nya kören framträdde för första gången på första advent i Skärkinds kyrka. Där framförde de bland annat Hosianna, Davids son av Georg Joseph Vogler. Kören var ansluten till Linköpings stifts kyrkosångsförbund. Ordförande för kören var kyrkoherde Josef Gustafsson och den bestod under hans tid av 16 medlemmar.